# Lesão corporal
Lesão corporal, no direito penal brasileiro, é resultado de atentado bem sucedido à integridade corporal ou a saúde do ser humano, excluído o próprio autor da lesão. O crime pode ser praticado por ação ou omissão.
Ofensa à integridade física pode dizer respeito à debilitação da saúde como todo ou do funcionamento de algum órgão ou sistema do corpo humano, inclusive se o resultado for o agravamento de circunstância previamente existente. Também pode ser qualquer alteração anatômica que não tenha expressa autorização da pessoa que vai sofrer a alteração, que vão desde tatuagens a amputações, passando por todas as alterações físicas provocadas pela ação ou omissão maliciosa de outrem, que pode ter utilizado meios diretos ou indiretos para gerar o dano.
Para caracterizar a lesão corporal é necessário que esteja configurada a alteração física, mesmo que apenas temporária, sendo que sensações como desconforto ou dor física não são consideradas como formas de lesão corporal.

## Lesão corporal no Direito Penal Brasileiro
O crime de lesão corporal no Direito Penal Brasileiro está presente no artigo 129 e em seus parágrafos. Por ser crime comum, pode ser praticado por qualquer pessoa.
A lesão corporal é consumada quando há a efetiva ofensa à incolumidade pessoal do indivíduo. É um crime que admite a tentativa em caso de lesões dolosas, mas não admite tentativa na forma de lesão preterdolosa ou culposa.
No Direito penal brasileiro, a lesão corporal é um crime material, que exige exame de corpo de delito. 

### Código Penal
o Capítulo II do Código Penal Brasileiro assim define o crime de lesão corporal:
Lesão corporal:
Art. 129. Ofender a integridade corporal ou a saúde de outrem:

Pena - detenção, de três meses a um ano.
Lesão corporal de natureza grave
§ 1º Se resulta:
I - Incapacidade para as ocupações habituais, por mais de trinta dias;
II - perigo de vida;
III - debilidade permanente de membro, sentido ou função;
IV - aceleração de parto:
Pena - reclusão, de um a cinco anos. 
Em que pese o código penal brasileiro não mencionar lesão de natureza gravíssima nem leve, tradicionalmente no Direito usa-se como lesões corporais gravíssimas aquelas que tem maior potencial lesivo e que portanto implicam penalidades mais severas. 
Lesão corporal de natureza gravíssima
§ 2° Se resulta:
I - Incapacidade permanente para o trabalho;
II - enfermidade incurável;
III - perda ou inutilização do membro, sentido ou função;
IV - deformidade permanente;
V - aborto:
Pena - reclusão, de dois a oito anos.
Lesão corporal seguida de morte
§ 3° Se resulta morte e as circunstâncias evidenciam que o agente não quis o resultado, nem assumiu o risco de produzi-lo:
Pena - reclusão, de quatro a doze anos.
Diminuição de pena
§ 4° Se o agente comete o crime impelido por motivo de relevante valor social ou moral ou sob o domínio de violenta emoção, logo em seguida a injusta provocação da vítima, o juiz pode reduzir a pena de um sexto a um terço.
Substituição da pena
§ 5° O juiz, não sendo graves as lesões, pode ainda substituir a pena de detenção pela de multa:
I - se ocorre qualquer das hipóteses do parágrafo anterior;
II - se as lesões são recíprocas.
Lesão corporal culposa
§ 6° Se a lesão é culposa: (Vide Lei nº 4 611, de 1965) Pena - detenção, de dois meses a um ano.
Aumento de pena
§ 7° No caso de lesão culposa, aumenta-se a pena de um terço, se ocorre qualquer das hipóteses do art. 121, § 4°(§ 4o No homicídio culposo, a pena é aumentada de 1/3 (um terço), se o crime resulta de inobservância de regra técnica de profissão, arte ou ofício, ou se o agente deixa de prestar imediato socorro à vítima, não procura diminuir as consequências do seu ato, ou foge para evitar prisão em flagrante. Sendo doloso o homicídio, a pena é aumentada de 1/3 (um terço) se o crime é praticado contra pessoa menor de 14 (quatorze) ou maior de 60 (sessenta) anos. (Redação dada pela Lei nº 10 741, de 2003).
§ 8º Aplica-se igualmente à lesão culposa o disposto no § 5º do artigo 121 (§ 5º - Na hipótese de homicídio culposo, o juiz poderá deixar de aplicar a pena, se as consequências da infração atingirem o próprio agente de forma tão grave que a sanção penal se torne desnecessária. (Incluído pela Lei nº 6 416, de 24.5.1977)). Redação dada pela Lei nº 8 069, de 1990)
Violência Doméstica
§ 9o Se a lesão for praticada contra ascendente, descendente, irmão, cônjuge ou companheiro, ou com quem conviva ou tenha convivido, ou, ainda, prevalecendo-se o agente das relações domésticas, de coabitação ou de hospitalidade: (Redação dada pela Lei nº 11 340, de 2006)
Pena - detenção, de 3 (três) meses a 3 (três) anos. (Redação dada pela Lei nº 11 340, de 2006)
§ 10. Nos casos previstos nos §§ 1o a 3o deste artigo, se as circunstâncias são as indicadas no § 9o deste artigo, aumenta-se a pena em 1/3 (um terço). (Incluído pela Lei nº 10 886, de 2004)
§ 11. Na hipótese do § 9o deste artigo, a pena será aumentada de um terço se o crime for cometido contra pessoa portadora de deficiência. (Incluído pela Lei nº 11 340, de 2006)

§ 12. Se a lesão for praticada contra autoridade ou agente descrito nos		 arts. 142 	 e 		 144 		 da Constituição Federal,	 integrantes do sistema prisional e da Força 		 Nacional de Segurança Pública, no exercício da função ou em decorrência 		 dela, ou contra seu cônjuge, companheiro ou parente consanguíneo até 	terceiro grau, em razão dessa condição, a pena é aumentada de um a dois 	 terços.  			 (Incluído pela Lei nº 13 142, de 2015)

### Sujeito ativo e sujeito passivo
O sujeito ativo pode ser qualquer um, e o sujeito passivo é outrem.

### Lesão corporal de natureza leve
Será leve toda lesão corporal que não for grave, gravíssima ou lesão corporal com resultado morte.
Contudo, deve ser suficientemente grave como para que a ofensa não seja despenalizada em função da aplicação do princípio da insignificância.
Os crimes de lesão corporal leve ou culposa, pela regra do art. 88 da Lei 9 099/95 (Juizados Especiais) procedem mediante representação: Ação Penal Pública Condicionada à Representação do Ofendido (Representação é condição de procedibilidade p/ que o Ministério Público ofereça a denúncia). Prazo decadencial de 06 meses do conhecimento de quem é o autor do crime pelo ofendido ou pela pessoa que o represente.

### Lesão corporal de natureza grave
No caso do parágrafo 1o, serão graves as lesões que tornem a vítima incapacitada para suas atividades habituais por mais de 30 dias; as que gerem perigo de vida, as que gerem debilidade permanente de um membro, sentido ou função; e as que acelerem o parto.
- a incapacidade para as atividades normais deve ser comprovada mediante laudo e não pode ser hipotética. Assim, não pode alguém que nunca esquiou dizer que não pode esquiar durante mais de 30 dias, ou alguém que nunca tocou o piano alegar que determinada lesão o afasta desse instrumento.
- o perigo de vida que agrava a lesão corporal é o real, não apenas o potencial. Deve gerar uma situação que de fato coloque a vítima em situação onde a morte é uma possibilidade real, como é o caso de uma lesão que perfura o pulmão ou abre uma artéria importante do corpo humano. Cuidado com este tipo de lesão corporal grave, pois é muito fácil confundi-la com tentativa de homicídio, já que a única diferença está na vontade do agente.
- a debilidade permanente de membro, sentido ou função é a perda do perfeito funcionamento do uso de membros (pernas e braços), de um dos sentidos (olfato, tato, paladar, etc.) ou de função orgânica (função digestiva, renal, circulatória, etc.)(neste caso estamos diante de um crime instantâneo).
- a aceleração do parto é a lesão corporal grave que leva ao nascimento prematuro de criança viável existente dentro do ventre da vítima. O agente deve saber que a vítima está gestante, sendo que esta modalidade de lesão corporal admite tentativa.

### Lesão corporal gravíssima
É a descrita no parágrafo 2o do artigo mencionado, que gerará para a vítima a incapacidade permanente para o trabalho, enfermidade incurável, perda ou inutilização de membro, sentido ou função, deformidade permanente ou gere o aborto em gestante.
- a incapacidade permanente para o trabalho é aquela em que é impossível prever, com base no atual estado da medicina, quando (ou se) o indivíduo poderá novamente assumir suas funções no mercado de trabalho. Esta modalidade pode ter agente operando com dolo ou culpa, sendo que se dolosa a intenção, admite tentativa.
- enfermidade incurável é aquela que a medicina atual não consegue curar, inclusive as que são tratadas mediante tratamentos muito arriscados ou utilizando meios que não os da medicina tradicional. Esta modalidade pode ter agente operando com dolo ou culpa, sendo que se dolosa a intenção, admite tentativa.
- deformidade permanente é o dano estético visível, duradouro e que causa constrangimento à vitima. O fato de existirem próteses no mercado, como por exemplo, olho de vidro, não afasta a natureza gravíssima desta lesão. Esta modalidade pode ter agente operando com dolo ou culpa, sendo que se dolosa a intenção, admite tentativa.
- que gere aborto na vítima. Somente admite a forma preterdolosa, pois se o agente agiu com dolo enquadrar-se-á no crime de aborto propriamente dito. Não admite responsabilidade objetiva, de modo que se o agente desconhecia o fato da vítima ser gestante, não será gravíssima a lesão. Por não admitir forma dolosa, não admite tentativa da mesma.

### Lesão corporal seguida de morte
Tratado no parágrafo 3º do artigo 129, este é um crime que somente admite a forma preterdolosa, pois se o agente agiu com dolo, ou seja, com a intenção de matar, trata-se de homicídio doloso.
Neste caso, o agente tem que desejar ferir sua vítima (lesão corporal dolosa) mas a morte deve ser consequência imprevisível e indesejada de sua ação. Não admite tentativa. O dolo não é de matar, mas apenas de ferir a vítima e a morte sobreveio como resultado indesejado.
Exemplo de Lesão corporal seguida de morte é quando "A" discute com "B", e o empurra. "B" escorrega e bate a cabeça e morre. "A" não agiu com dolo de matar, trata-se de vias de fato.

### Lesão corporal privilegiada
É aquela lesão cometida por motivo de relevante valor social ou moral ou sob o domínio de violenta emoção, logo em seguida de injusta provocação da vítima. Uma vez estabelecido que trata-se de lesão corporal privilegiada, o juiz, em atenção aos diversos princípios que vigoram no direito penal brasileiro, deve reduzir a pena de 1/6 a 1/3.
- relevante valor moral ou social é o objetivo que segue a ética dominante no grupo social ao qual pertence o agente. Será privilegiado mesmo que o agente tenha agido com erro, por exemplo, ferindo pessoa que julgava ser um abusador sexual de crianças que agia do bairro, mas que posteriormente provou ser inocente.
- para a segunda forma de lesão corporal privilegiada, é necessário que coexistam 3 elementos: a violenta emoção do agente, o intervalo temporal mínimo entre a provocação da vítima e a agressão e a injusta provocação da vítima.

### Substituição da pena
Nos termos do parágrafo 5º, o Juiz poderá substituir a pena de detenção pela de multa, caso as lesões não sejam graves e nas hipóteses de agressões recíprocas ou de lesão corporal privilegiada.
Aplicando-se os princípios do Direito Penal, não poderá o Juiz penalizar com a detenção se a Lei estabelece parâmetro menos gravoso, de modo que este artigo deve ser interpretado como um dever do Juiz, que deverá substituir a pena quando a situação fática assim o permitir.

### Lesão corporal culposa
É aquela decorrente de imprudência, negligência ou imperícia. Lembrar, sempre, que na lesão corporal culposa a graduação das lesões não serão consideradas, mesmo que tenha consequências graves.
Tem-se aí que o legislador optou por não diferenciar entre a gravidade das lesões, cominando com a mesma pena, detenção de 2 meses a 1 ano, todas as lesões corporais, desde as leves até as gravíssimas.
Por ser crime culposo, não admite tentativa, sendo punida apenas a agressão culposa bem sucedida. Todo crime culposo exige o resultado.

### Aumento de pena
Nas lesões corporais dolosas e preterdolosas a pena será aumentada se a vítima tinha menos de 14 anos de idade ou se tinha mais de 60 na data do fato.
Sendo dolosa lesão corporal, a pena é aumentada de 1/3 (um terço) se o crime é praticado contra pessoa menor de 14 (quatorze) ou maior de 60 (sessenta) anos.
Na hipótese de violência doméstica, a pena será aumentada de um terço se o crime for cometido contra pessoa portadora de deficiência.